# Lee Chun-soo
Lee Chun-soo (이천수?, 李天秀?, I Cheon-suLR; Incheon, 9 luglio 1981) è un allenatore di calcio ed ex calciatore sudcoreano, di ruolo attaccante.

## Palmarès

### Club
- K League 1: 2

Ulsan Hyundai: 2005
Suwon Samsung Bluewings: 2008
- Supercoppa della Corea del Sud: 1

Ulsan Hyundai: 2006
- A3 Champions Cup: 1

Ulsan Hyundai: 2006
- Korean League Cup: 2

Ulsan Hyundai: 2007
Suwon Samsung Bluewings: 2008

### Nazionale
- Giochi asiatici: 1

2002